# Rudy Lampe
Armando Rudolfo Lampe (Oranjestad, 13 januari 1958) is een Arubaans priester, politicus en wetenschapper. Hij was tussen 2017 en 2021 minister van Onderwijs, Wetenschappen en Duurzame Ontwikkeling in het kabinet-Wever-Croes I namens de RED. Daarvoor was hij lid van de Staten van Aruba van 2005 tot 2009.

## Leven en werk
Lampe werd in 1958 op Aruba geboren, studeerde theologie in Nijmegen aan de Radboud Universiteit en sociologie in Mexico-Stad aan de Ibero-Amerikaanse Universiteit. In 1988 promoveerde hij in de sociale en culturele wetenschappen aan de Vrije Universiteit Amsterdam. Op 22 maart 1986 werd hij in de parochiekerk te Santa Cruz tot priester gewijd. Hij was de eerste priester van eigen bodem sedert mgr. Van der Veen Zeppenfeldt in 1918 tot priester werd gewijd. Achtereenvolgend was hij werkzaam in parochies op Sint Maarten, Curaçao en Aruba. Onder de naam Armando Lampe publiceerde Lampe diverse boeken, artikelen en essays, onder meer over de kerkgeschiedenis in Latijns-Amerika en de Caraïben en de kerstening van slaven. Hij staat aangeschreven als surinamist en antilleanist. Later werkte hij als docent aan het Instituto Pedagogico Arubano (IPA), een lerarenopleiding op HBO-niveau.
Lampe is sedert 2018 gehuwd.

## Politieke loopbaan
In 2003 richtte Lampe de politieke partij RED op. Als partijleider en lijsttrekker was hij in de beginjaren ook het gezicht van de partij. In 2016 legde hij deze functies neer. Bij de verkiezingen van 2005 werd Lampe gekozen tot statenlid. Hiermee werd hij de eerste katholieke priester met een zetel in het Arubaans parlement. In de Staten van Aruba was Lampe een groot voorvechter van een wet op de partijfinanciering. Daarnaast vroeg hij steun voor het verantwoordelijk stellen van bewindslieden voor financiële transacties. Deze voorstellen haalden destijds geen meerderheid, omdat regeringspartij MEP zich verzette. Nadat RED in 2009 voor de Nederlandse zusterpartij GroenLinks campagne voerde onder de Arubaanse stemgerechtigden van de Europese parlementsverkiezingen stond Lampe voor de Europese parlementsverkiezingen van 2014 zelf op de kandidatenlijst van Ikkiesvooreerlijk.eu. Vanwege zijn politieke activiteiten werd hij door het bisdom Willemstad ontheven uit zijn priesterlijke functies en in 2013 uit zijn priesterambt gezet.
Lampe was namens de RED van 17 november 2017 tot 20 september 2021 vakminister in het kabinet-Wever-Croes I, belast met de portefeuilles Onderwijs, Wetenschappen en Duurzame Ontwikkeling.
Tijdens verschillende verkiezingen zag Lampe een substantiële daling van het aantal individuele stemmen vergeleken met de vorige verkiezingen, tot slechts 89 individuele stemmen in 2024. Drie dagen na de verkiezingen van 2024, waar de RED zelf in totaal slechts 635 stemmen behaalde, kondigde hij zijn ontslag uit de politiek aan wegens gebrek aan interesse van het electoraat voor het partijprogramma.

## Publicaties in boekvorm
- O catolicismo negro na sociedade escravista de Curaçao (1987)
- Yo te nombro libertad : Iglesia y Estado en la sociedad esclavista de Curazao (1816-1863) (1988)
- De kracht van ons erfgoed (1991)
- Kerk en maatschappij op Curaçao (1991)
- La descolonización interrumpida: El caso de las islas holandesas en el Caribe (1992)
- The Future status of Aruba and the Netherlands Antilles (1994)
- Guerra justa o paz justa? : reflexiones teológicas sobre la lucha armada en Chiapas (1996)
- Breve história del cristianismo en el Caribe (1997)
- Christianity in the Caribbean: Essays on church history (2000)
- Mission or Submission? Moravian and Catholic missionaries in the Dutch Caribbean during the 19th century (2001)
- Mi ta djis cumpli cu mi deber : e balornan cu a guiami di sacerdote pa politico (2008)
- Een leven dat te denken geeft. Over de priester-politicus Herman Verbeek (1936-2013) (2014)
- Sacerdote-político en la historia (2018)